# Telus-kupa (támadójátékos)
A Telus-kupa egy díj a QMJHL-ben, melyből kettő van: egy támadójátékosnak és egy védekezőjátékosnak járó. Ezt a díjat annak ítélik oda, akit a legjobb támadó játékosnak választanak. 1989-ben alapították és akkor még Shell-kupa volt a neve. 1994–1997 között Ford-kupának nevezték.

## A díjazottak
| Szezon              | Játékos               | Csapat                   |
| Telus-kupa – Támadó | Telus-kupa – Támadó   | Telus-kupa – Támadó      |
| ------------------- | --------------------- | ------------------------ |
| 2008–09             | Nem került kiosztásra |                          |
| 2007–08             | Nem került kiosztásra |                          |
| 2006–07             | Nem került kiosztásra |                          |
| 2005–06             | Alekszandr Ragyulov   | Québec Remparts          |
| 2004–05             | Sidney Crosby         | Rimouski Océanic         |
| 2003–04             | Sidney Crosby         | Rimouski Océanic         |
| 2002–03             | Pierre-Luc Sleigher   | Victoriaville Tigres     |
| 2001–02             | Pierre-Marc Bouchard  | Chicoutimi Saguenéens    |
| 2000–01             | Simon Gamache         | Val-d'Or Foreurs         |
| 1999–00             | Brad Richards         | Rimouski Océanic         |
| 1998–99             | James Desmarais       | Rouyn-Noranda Huskies    |
| 1997–98             | Pierre Dagenais       | Rouyn-Noranda Huskies    |
| Ford-kupa – Támadó  |                       |                          |
| 1996–97             | Pavel Rosa            | Hull Olympiques          |
| 1995–96             | Danny Briere          | Drummondville Voltigeurs |
| 1994–95             | Sebastien Bordeleau   | Hull Olympiques          |
| Shell-kupa – Támadó |                       |                          |
| 1993–94             | Yanick Dubé           | Laval Titan              |
| 1992–93             | René Corbet           | Drummondville Voltigeurs |
| 1991–92             | Martin Gendron        | Saint-Hyacinthe Laser    |
| 1990–91             | Yanic Perreault       | Trois-Rivières Draveurs  |
| 1989–90             | Patrick Lebeau        | Victoriaville Tigres     |